# Pustomyty
Pustomyty (ukrajinsky Пустомити, rusky Пустомыты, polsky Pustomyty) jsou město ve Lvovské oblasti na Ukrajině. K roku 2021 měly přes deset tisíc obyvatel.

## Poloha a doprava
Pustomyty leží na Stavčance, přítoku Ščyrce v povodí Dněstru. Od Lvova, správního střediska oblasti, jsou vzdáleny přibližně patnáct kilometrů jihozápadně. V obci je stanice Pustomyty na železniční trati Lvov – Stryj – Čop.

## Dějiny
První písemná zmínka je z roku 1441. Jednalo se o součást ruského vojvodství Koruny polského království. Po dělení Polska v roce 1772 se staly součástí habsburského impéria, kde byly součástí Haliče. V roce 1873 se dočkaly železničního spojení postavením železniční tratě Lvov – Stryj – Čop.  Po konci první světové války byly v meziválečném období součástí druhé Polské republiky. Na začátku druhé světové války je obsadil nejprve v roce 1939 Sovětský svaz a pak je drželo v letech 1941–1944 nacistické Německo. Po válce se staly součástí Ukrajinské sovětské socialistické republiky v Sovětském svazu.
V roce 1958 získaly status sídlo městského typu. Od roku 1988 jsou městem.

### Rodáci
- Volodymyr Sterňuk (1907–1997), pomocný biskup ukrajinské řeckokatolické církve